# Sevnica
Sevnica (německy Lichtenwald) je město a správní středisko stejnojmenné občiny ve Slovinsku v Posávském regionu. Nachází se u řeky Sávy, asi 85 km jihovýchodně od Lublaně. V roce 2019 zde trvale žilo 4 517 obyvatel.
Městem prochází silnice 424. Sousedními městy jsou Krško, Radeče a Šentjur.